# Karl Vierath
Karl Vierath (* 29. Februar 1884 in Berlin; † 7. März 1951 in Miersdorf) war ein kommunistischer deutscher Politiker.

## Leben
Der gelernte Buchdrucker schloss sich 1906 der SPD an und trat nach deren Gründung 1917 zur USPD über. Hier gehörte er zum linken Flügel, welcher sich Ende 1920 mit der KPD zur VKPD zusammenschloss.
Der Anhänger des „linken“ Parteiflügels um Ruth Fischer und Arkadi Maslow war seit 1922 Mitglied der Bezirksleitung Berlin-Brandenburg der KPD und wurde im Mai 1924 und erneut im Dezember des gleichen Jahres in den Reichstag gewählt. Da infolge des Hamburger Aufstandes ein Haftbefehl gegen ihn vorlag, musste er nach der Parlamentsauflösung im Herbst 1924 zeitweise untertauchen. Nach der Absetzung der Parteiführung Fischer–Maslow durch die Kommunistische Internationale gehörte Vierath zur linken Opposition gegen die neue Führung um Ernst Thälmann, nach dem Ausschluss seiner Parteifreunde Jakob Ritter und Georg Kenzler trat er aus Solidarität mit diesen im August 1927 aus der KPD aus und schloss sich der Parlamentsgruppe Linke Kommunisten an.
Nach dem Erlöschen seines Parlamentsmandates zog Vierath sich aus der aktiven Politik zurück und arbeitete bei einer Sterbekasse. Während der Zeit des Nationalsozialismus war Vierath mehrfach für kürzere Zeiträume inhaftiert.